# 태인 박씨
태인 박씨(泰仁 朴氏)는 전라북도 정읍시 태인면을 본관으로 하는 한국의 성씨이다. 혹칭 태산 박씨(泰山 朴氏)라고도 한다. 현재는 밀성 박씨 돈재공파이다.

## 역사

### 상계
보첩에 전하는 상계는 신라 중엽 대장군 박욱(朴郁)이 요동독포사(遼東督捕使) 박난(朴瀾)을 낳았는데, 이후 24세까지는 기록이 전하지 않으며 도평의사 박언상(朴彦祥)으로부터 시작한다.
7대를 전하여 박거인(朴居人)이 고려 말에 벼슬을 사양하다가 인의현(현 태인)으로 유배되어 그곳에 살게되었다. 차자 박승봉(朴承奉)은 고려가 망하자 벼슬할 마음을 버리고 경서를 습독하여 서산과 율리를 사모하며 이조(李朝) 섬기기를 부끄러워하자 가까운 사람들이 의사(義士)라 불렀다. 
손자 박덕명(朴德明)이 처음으로 장성 고을 소곡(小谷. 현 황룡면 아곡리 하남)으로 이거하여 터전을 마련하였는데, 그는 1402년(태종 2) 무과에 합격하여 우령부사정을 지냈으며, 별세하자 고을 호산마을 자좌에 장사하였다.

### 기세조
박거인의 증손 박연생(朴衍生)은 단종때 절충장군 충무시위사 대호군으로 있을 때, 세조가 영의정이 되어 단종의 왕위를 빼앗으려 하자 사위 이석손과 더불어 벼슬을 버리고 호남 땅으로 돌아왔다.
1455년(단종 3) 세조가 왕위에 오른 후 누차 부름이 있었지만 병을 이유로 나가지 않았으며, 1458년(세조 4) 이등공신의 녹훈을 내리고 또 다시 동궁 때에 은혜가 있다 하여 좌익원종공신의 녹훈을 내렸으나, 끝까지 나아가지 않고 담양 땅 월산리 사위 이석손의 집에 숨어 살다가 세상을 떠났다. 이때 호를 돈재(遯齋)라 하고, 본관을 태인(泰仁)으로 하였다.
이후 후손들이 관향을 태인(泰仁)으로 하고, 돈재공 박연생(朴衍生)을 1세조로 하여 호남과 영남에서 번성하였다. 중시조는 박연생의 손자 박현손(朴賢孫)이다.
현손 경기전 참봉 박수온(朴守溫), 의정부 우참찬 박수량(朴守良), 독행군자으로 일컬어지는 [참봉]] 박수공(朴守恭), 참봉  박수검(朴守儉) 4형제가 가문을 창대하게 하였다. 
참봉 박수온의 손자 백우당 박상의(朴尙義)는 마음씨와 행동이 독실하고 아우에게 우애하는 것이 옛날 중국의 설포(薛包)와 같았으며 천문 지리 의학에 정통하여 사재감 주부를 역임하였다. 손자 박상지(朴尙智)도 행실이 바르다 하여 여러 차례 천거 되어 군자감 봉사와 예빈시제검을 지냈다.
박수량(朴守良)은 문과에 급제하여 한성판윤·중추부지사를 역임하고 문학과 예율과 효제와 청백으로 이름을 드러냈다. 아들 박사우(朴思愚)는 진사로 진안현감, 아들 박사노(朴思魯)는 봉사, 손자 박상경(朴尙敬)은 창평현령, 손자 박상근(朴尙謹)도 거창현감을 지내고, 5대손 박세대(朴世大)는 전통적인 학문을 닦았다.
박상의(朴尙義)의 손자 매헌 박행중(朴行重)은 우암 송시열의 문인으로 행동이 독실하고 예의를 좋아하였으며, 송암 기정익 및 각재 김기하와 도의적인 교분이 있었다. 박상지(朴尙智)의 아들 박윤흠(朴允欽)도 학행으로 제용감 봉사를 지냈다.

## 본관
태인(泰仁)은 전라북도 정읍군에 속해 있는 지명으로, 1409년(태종 9) 태산현(泰山縣)과 인의현(仁義縣)을 합하여 태인현(泰仁縣)이라 하였다. 지금의 전라북도 정읍시 태인면을 뜻한다.
태산현은 본래 백제의 대시산현(大尸山縣)을 신라 경덕왕이 태산(太山)으로 고쳐 대산(大山)·태산(泰山)등으로 불리다가 고려 공민왕 때 군으로 승격되었으며, 인의현은 백제 때 빈굴(賓屈)·빈성(斌城)·부성(賦城) 등으로 불리다가 신라 때 무성(武城)으로 고쳤다가 고려 때 인의(仁義)로 고쳤다. 1409년(태종 9) 태인현이 되고, 1895년(고종 32) 전주부 태인군으로 승격되었으나, 1914년 정읍군에 합해져 태인면이 되었다.

## 본관 양분
1453년 계유정난 후 돈재공 박연생이 본관을 태인으로 하였다. 1687년(숙종 13) 8대손 매헌 박행중(朴行重)이 박연생 자손만으로 합보한 태인 박씨 족보를 발간하였는데, 1세조를 박연생으로 하고 중시조는 손자 박현손으로 하였다.
이후 400여년 동안 본관을 태인으로 하여 오다가 1831년(순조 31) 박수량의 9세손 박규혁등이 중심이 되어 예조에 상소를 올려 본관을 밀성으로 복관하였다. 종손 참봉 박수온의 후손들 중 백우당 박상의 후손들을 중심으로 한 일부 후손들은 현재에도 조상의 뜻을 받들어 여전히 본관을 태인으로 하고 있다.
따라서 복관 상소파인 『밀성 박씨 돈재공파』와 잔류파인 『태인 박씨』가 공존하고 있다. 이들은 한 본관으로부터 분적된 것이 아니라, 한 조상으로부터 후손들끼리 양분되어 본관을 달리하고 있을 뿐이다.

## 인물

### 고려
- 박거인(朴居人) : 고려 말 벼슬 사양, 인의현(현 태인)으로 유배되어 그곳에 살게됨
- 박승봉(朴承奉, ?~?) : 박거인의 차자, 호 의재(義齋), 지기가 청백 위엄 출중하였으며, 고려가 망하자 절개를 지켜 은거하고 벼슬을 하지 않아 고려 의사(義士)라 칭함

### 조선
- 박덕명(朴德明) : 1402년(태종 2) 무을과 합격, 호익순위사 우영 부사정(副司正), 아곡리 하남 입향조[8]
- 박연생(朴衍生) : 호 돈재(遯齋), 단종 때 충무시위사 대호군을 지냄, 세조와 절친한 사이였으나 세조의 왕위 찬탈에 개탄해 하며 사위 돈암(遯菴) 이석손(李碩孫)[9]이 살고 있는 담양군 월산면 월산에 은거함, 1458년(세조 4) 이등공신에 녹훈하고 또 다시 동궁 때에 은혜가 있다 하여 좌익원종공신의 녹훈을 내리고 불렀으나, 병든 몸이라 하여 나아가지 않음[10], 수산사 주향
- 박문아(朴文雅) : 증손 박수량이 귀해져 어모장군 대호군, 통정대부 승정원 좌승지 증직
- 박현손(朴賢孫) : 선략장군, 손자 박수량이 귀해져 이조참판 증직,[11] 중시조
- 박종원(朴宗元. ?~1527) : 아들 박수량이 귀해져 자헌대부 이조판서겸 의금부사 증직,
- 박수온(朴守溫) : 경학으로 천거(薦擧), 경기전 참봉, 후손 고창군 거주
- 박수량(朴守良. 1491~1554) : 조선 중종 문과 급제, 좌찬성, 한성부 판윤, 의정부 우참찬, 지중추부사, 청백리, 부조묘 장성 아곡리 하남, 묘 금호리 호산, 수산사 배향. 후손 황룡면 아곡리 거주. 정혜공파 파조
- 박수공(朴守恭. 1500~1559 이전) : 호 목우당(牧友堂), 독행군자(篤行君子), 참봉, 참찬에 증직[12], 후손 영광군 염산면 거주. 목우당파 파조
- 박수검(朴守儉) : 참봉, 사위 서태수·박시영·기효간, 후손 광산군 삼도면 거주
- 박사영(朴士瑛) : 선교량
- 박사침(朴士琛) : 훈련원 습독. 습득공파 파조
- 박사순(朴士珣) : 어모장군, 백우당 박상의 부친
- 박사우(朴思愚) : 호 청절당(淸節堂), 진사시 합격, 의금부도사, 진안현감
- 박사로(朴思魯) : 풍저창봉사
- 박상의(朴尙義. 1538~1621) : 호 백우당(栢友堂), 풍수지리 대가, 임진왜란 예언, 사재감주부, 절충장군용양위부호군, 수산사 배향. 백우당파 파조
- 박상지(朴尙智) : 호 눌헌(訥軒), 학문으로 군자감 봉사, 예빈시 별검, 수산사 배향. 후손 황룡면 금호리 거주. 눌헌공파 파조
- 박상근(朴尙謹) : 호 한적당(閒適堂), 거창현감, 진주 진영 병마첨절도사
- 박행중(朴行重. 1641~1689) : 호 매헌처사(梅軒處士), 백우당 박상의 손자, 우암 송시열 문인, 각재 김기하과 송암 기정익을 도의로 사귐, 경학에 깊었으며 실천적 선비가 됨, 증 통훈대부 사복시정, 『태인 박씨 족보』 발행, 후손들 황룡면 관동리 거주. 매헌공파 파조
- 박세대(朴世大) : 학문으로 이름을 세상에 드러냄
- 박봉휴(朴鳳休. 1716~1805) : 호 죽와(竹窩), 가선대부 동지중추부사 증직, 장령 울산인 김수조 묘갈명 찬
- 박형종(朴亨宗) : 호 추계(秋溪), 남원시 입향조
- 박이종(朴李宗) : 호 노정(蘆亭), 고창군 노동 입향조
- 박정종(朴貞宗) : 호 보헌(普軒), 고창군 해리·구례군 입향조
- 박계종(朴繼宗) : 호 야당(野塘), 홍문관 교리, 경북 안동시･봉화
- 박 침(朴 沈) : 경북안동풍산만운입향조, 자, 박지화, 손, 박준(려절교위), 증손, 박호인, 박호례,박호신 3형제 무과급제와             안동풍산 의병장
- 박 준(朴 俊) : 여절교위, 안동 풍산 거주
- 박호인(朴好仁 자 영백)·박호례(朴好禮 자 중립)·박호신(朴好信 자 사임) : 박 준(려절교위)의 아들 삼형제가 1594년 동시에 무과 급제, 임진왜란 때 안동지역에서 삼형제가 의병 활동([13], 후손들이 현재에도 본관을 태산(泰山)으로 하고 있음
- 박호례(朴好禮) : 훈련원 봉사

#### 박시형의 옥중 탄원서
- 증조부 : 박승봉(朴承鳳) - 중랑장(中郞將)
- 조부 : 박영보(朴英寶) - 갑사(甲士)·사정(司正)
- 부 : 박홍(朴鴻) - 학생(學生)
- 박시형(朴時衡) : 문과 급제, 예문관, 《예종대왕실록》 수찬관, 1468년 옥중 탄원서에 출신지 전라도 장성현 소곡(小谷) 및 집안 가계를 서술하고 있음.[14]

## 근·현대
- 박은용(朴殷容. 1880~1949) : 족보명 박위용(朴爲容), 독립운동가, 건국훈장 애족장, 1919년 파리장서운동 서명 및 기산도 등과 독립군자금모집 활동
- 박권상(朴權相. 1929~2014) : 대한민국의 KBS 방송국 사장, 한국의 언론인
- 박래호(朴來鎬. 1943~) : 호 노강(蘆江), 전 성균관 부관장, 장성 필암서원 선비학당 학장, (사)장성춘추회 회장

## 과거 급제자
조선시대 문과 1명, 무과 3명, 생원 1명, 진사 2명, 의과 1명, 음양과 1명 등 과거 급제자 6명을 배출했다.
고려 문과
박윤화(朴允和)
조선 문과
박수량(朴守良)
무과
박호례(朴好禮), 박호신(朴好信), 박호인(朴好仁) 3형제 동시 급제(1594년 무과별시)
생원시
박정린(朴廷麟)
진사시
박수량(朴守良), 박사우(朴思愚)
의과(醫科)
박평(朴平)
음양과(陰陽科)
박성남(朴成男)

## 항렬자
| 26세   | 27세   | 28세   | 29세   | 30세   | 31세   | 32세   | 33세   | 34세   | 35세   |
| ------ | ------ | ------ | ------ | ------ | ------ | ------ | ------ | ------ | ------ |
| 만(萬) | 용(容) | 균(均) | 구(求) | 래(來) | 섭(燮) | 재(在) | 영(永) | 상(相) | 희(熙) |

## 집성촌
- 전라남도 장성군 황룡면 아곡리 일원
- 전라남도 장성군 황룡면 관동리
- 전라남도 나주군 다시면 동곡리
- 전라남도 나주군 노안면 계림리
- 전라남도 나주군 문평면 일원
- 전라남도 영광군 동부면 일원
- 전라남도 광산군 하남면 일원
- 전북특별자치도 고창군 해리면 방축리
- 전북특별자치도 고창군 신림면 덕화리
- 전북특별자치도 부안군 하서면 백련리 일원
- 경상북도 안동시 풍산읍 만운리
- 경상북도 봉화군 물야면 북지리 일원